# Isola Vicentina
Isola Vicentina – miejscowość i gmina we Włoszech, w regionie Wenecja Euganejska, w prowincji Vicenza.
Według danych na rok 2004 gminę zamieszkiwały 8034 osoby, 309 os./km².